# Jeremy Toljan
Jeremy Toljan (Stuttgart, 8 augustus 1994) is een Duits voetballer die doorgaans als linksback speelt. Hij tekende in augustus 2017 een contract tot medio 2022 bij Borussia Dortmund, dat circa €5.000.000,- voor hem betaalde aan 1899 Hoffenheim.

## Clubcarrière
Toljan heeft een Afrikaans-Amerikaanse vader en een Kroatische moeder. Hij speelde in de jeugd voor SV Stuttgarter Kickers en VfB Stuttgart, dat hij in 2011 verruilde voor 1899 Hoffenheim. Op 5 oktober 2013 debuteerde hij voor Hoffenheim in de Bundesliga, tegen FSV Mainz 05. Hij speelde de volledige wedstrijd, die in 2-2 eindigde.

## Clubstatistieken
| Seizoen     | Club              | Competitie              | Competitie | Competitie | Beker | Beker | Internationaal | Internationaal | Totaal | Totaal |
| Seizoen     | Club              | Competitie              | Wed.       | Dlp.       | Wed.  | Dlp.  | Wed.           | Dlp.           | Wed.   | Dlp.   |
| ----------- | ----------------- | ----------------------- | ---------- | ---------- | ----- | ----- | -------------- | -------------- | ------ | ------ |
| 2013/14     | 1899 Hoffenheim   | Bundesliga              | 10         | 0          | 1     | 0     | —              | —              | 11     | 0      |
| 2014/15     | 1899 Hoffenheim   | Bundesliga              | 6          | 0          | 2     | 0     | —              | —              | 8      | 0      |
| 2015/16     | 1899 Hoffenheim   | Bundesliga              | 18         | 1          | 1     | 0     | —              | —              | 19     | 1      |
| 2016/17     | 1899 Hoffenheim   | Bundesliga              | 20         | 1          | 1     | 0     | —              | —              | 21     | 1      |
| 2017/18     | 1899 Hoffenheim   | Bundesliga              | 2          | 0          | 1     | 0     | 1              | 0              | 4      | 0      |
| Club totaal | Club totaal       | Club totaal             | 56         | 2          | 6     | 0     | 1              | 0              | 63     | 2      |
| 2017/18     | Borussia Dortmund | Bundesliga              | 16         | 1          | 1     | 0     | 6              | 0              | 23     | 0      |
| Club totaal | Club totaal       | Club totaal             | 16         | 1          | 1     | 0     | 6              | 0              | 23     | 1      |
| 2018/19     | → Celtic          | Scottish Premier League | 10         | 0          | 2     | 0     | 2              | 0              | 14     | 0      |
| Club totaal | Club totaal       | Club totaal             | 10         | 0          | 2     | 0     | 2              | 0              | 14     | 0      |
| 2019/20     | → US Sassuolo     | Serie A                 | 29         | 1          | 1     | 0     | –              | –              | 30     | 1      |
| 2020/21     | → US Sassuolo     | Serie A                 | 26         | 0          | 0     | 0     | –              | –              | 26     | 0      |
| 2021/22     | US Sassuolo       | Serie A                 | 12         | 0          | 0     | 0     | –              | –              | 12     | 0      |
| Club totaal | Club totaal       | Club totaal             | 67         | 1          | 1     | 0     | 0              | 0              | 68     | 1      |
| TOTAAL      | TOTAAL            | TOTAAL                  | 149        | 4          | 10    | 0     | 9              | 0              | 168    | 4      |

Bijgewerkt t/m 3 november 2019

## Interlandcarrière
Toljan kwam uit voor verschillende Duitse nationale jeugdelftallen. Hij behaalde met Duitsland –17 de finale van het EK –17 van 2011 en won met Duitsland –21 het EK –21 van 2017. Toljan won met de Duitse olympische ploeg zilver op de Olympische Zomerspelen 2016.

## Erelijst
| Europees kampioen –21 | 1x | 2017 |

1 Russo ·
2 Missori ·
3 Doig ·
7 Volpato ·
8 Ghion ·
9 Mulattieri ·
10 Berardi ·
11 Boloca ·
12 Satalino ·
14 Obiang ·
15 Pieragnolo ·
17 Paz ·
19 Romagna ·
20 Lovato ·
23 Toljan ·
24 Moro ·
25 D'Andrea ·
26 Odenthal ·
28 Antiste ·
29 Caligara ·
31 Moldovan ·
35 Lipani ·
40 Iannoni ·
42 Thorstvedt ·
45 Laurienté ·
47 Consigli  ·
55 Kumi ·
77 Pierini ·
80 Muharemović ·
Coach: Grosso
· Keeperstrainer: Orlandoni
1 Horn ·
2 Toljan ·
3 Klostermann ·
4 Ginter ·
5 Süle ·
6 S. Bender ·
7 Meyer ·
8 L. Bender ·
9 Selke ·
10 Goretzka  ·
11 Brandt ·
12 Huth ·
13 Max ·
14 Bauer ·
15 Christiansen ·
16 Prömel ·
17 Gnabry ·
18 Petersen ·
22 Oelschlägel ·
Coach: Hrubesch